# عملات قمران

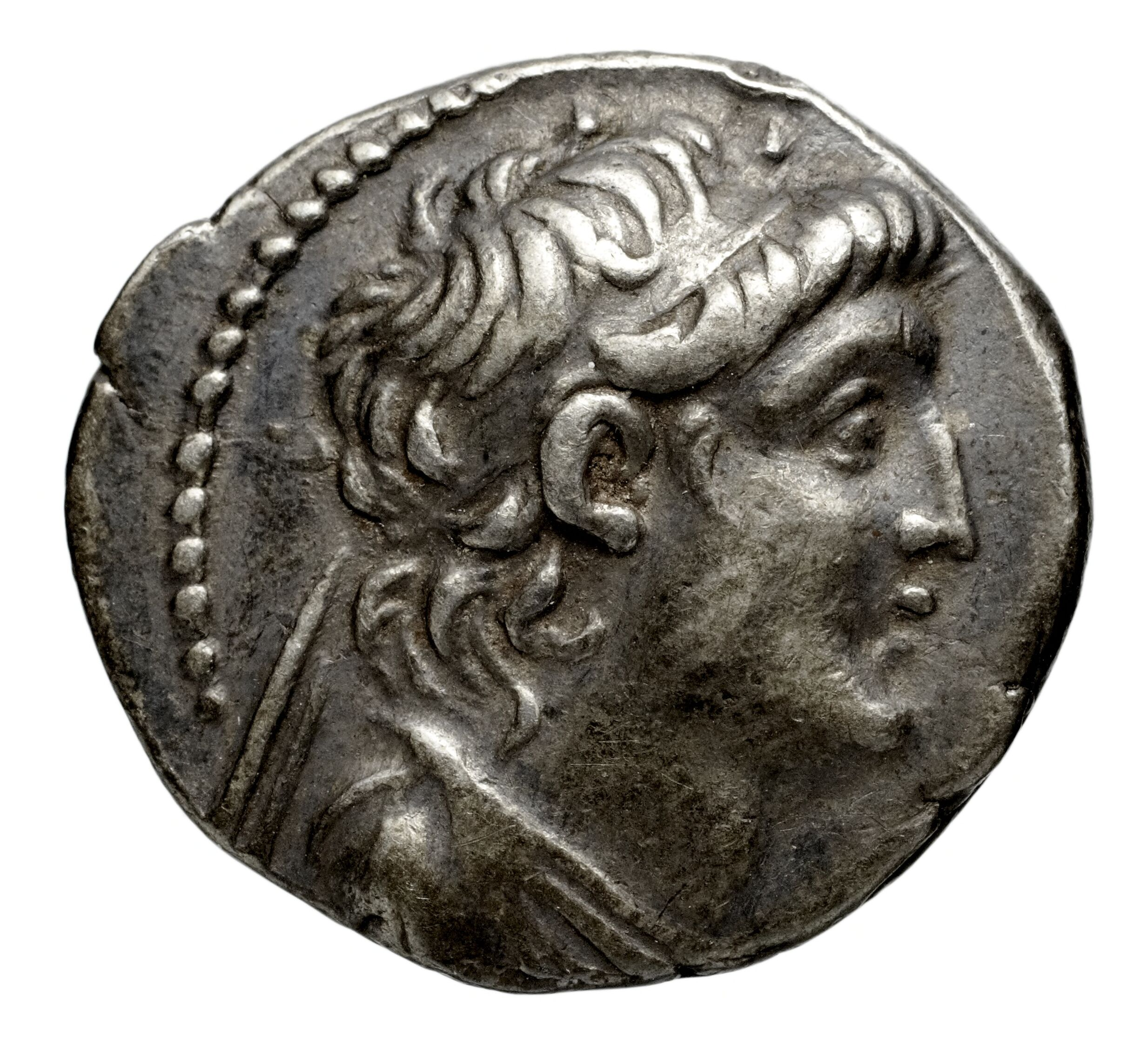
عملة ديدراخما فضية من صور لأنطيوخس السابع سيديتس - من النوع الموجود في قمران

عملات قمران هي العملات التي تم اكتشافها في مستوطنة قمران القديمة، وكذلك في الكهوف القريبة حيث تم العثور أيضًا على مخطوطات البحر الميت . تمثل هذه العملات أدلة مهمة من الموقع القديم يمكنها توضيح طبيعة النشاط الاقتصادي للسكان الذين يعيشون هناك، فضلاً عن التسلسل الزمني للموقع.

## تاريخ البحث
كشفت الحفريات الأصلية في قمران، التي أجراها رولان دي فو بين عامي 1951 و1956، عن نحو 1250 قطعة نقدية. 690 من هذه العملات كانت عبارة عن اكتشافات فردية متناثرة في أجزاء عديدة من المستوطنة. يتضمن هذا الشكل العملات الفضية والبرونزية التي وجدت في الموقع. وهذا يوضح بشكل واضح أن قمران لم تكن مستوطنة معزولة من النوع الرهباني، حيث كان سكانها منفصلين تمامًا عن المجتمع.
تم نشر قائمة مبدئية لعملات قمران بالإضافة إلى مذكرات رولان دي فو الميدانية من الحفريات في عام 1994 باللغة الفرنسية، وبالألمانية في عام 1996 وباللغة الإنجليزية في عام 2003. معظم العملات المعدنية التي تم اكتشافها حول الموقع من قبل الحفارين، تعود إلى زمن الإسكندر جانيوس . تم العثور على 143 من عملاته المعدنية أثناء الحفريات الأصلية التي أجراها دي فو.
خلال فترة حكم جانيوس الطويلة، تم إصدار الكثير من العملات البرونزية، وتم تداولها حتى بعد وفاته. لم يقم بسك أي عملات فضية، بل كانت العملات الفضية التي صنعها سكان مدينة صور تستخدم بدلاً من ذلك في عصره.
لكن اكتشافًا مهمًا آخر حدث في عام 1955 كان عبارة عن مجموعة مكونة من 561 عملة فضية محفوظة داخل ثلاثة أوانٍ خزفية. تم العثور على هذه الأواني في نفس الغرفة المعروفة باسم Locus 120. معظم هذه العملات المعدنية معروفة باسم "العملات الصورية" ( الشيكل الصوري )، لأنها سُكّت في مدينة صور، التي تقع الآن في لبنان.
تم تصنيع أحد هذه الأواني في قمران وكان شائع الاستخدام هناك، مما يوفر رابطًا مهمًا بهذا المجتمع. وبما أن عنقها كان ضيقاً للغاية، فقد تم عمل ثقب صغير في بطن الإناء حتى يمكن ملؤه بالعملات المعدنية.
لكن يُعتقد أن الوعاءين الآخرين غريبان عن الموقع، وتم جلبهما من مكان آخر. كانت تلك الأواني صغيرة الحجم ذات فوهة كبيرة، وبدون مقابض، وكانت مليئة بالعملات المعدنية بالكامل. تم سد الفوهة بسدادة مصنوعة من ألياف النخيل. ولسوء الحظ، وبسبب العديد من التعقيدات، بما في ذلك السياسية، ومسألة الملكية، فضلاً عن الوفاة المبكرة المأساوية للحفار رولان دي فو، لم يتم توضيح الجرد الدقيق لهذه الاكتشافات بشكل كامل. تم تقسيم العملات المعدنية بين المتاحف في عمان ، الأردن، وإسرائيل.
تم نشر أول مجموعة من هذه العملات المعدنية بواسطة مارشيا شراباني في عام 1980. تم نشر آخر مجموعتين من الآثار الموجودة في عمان، الأردن، بواسطة كينيث لونكفيست في عام 2007.
اعتمد الحفارون الأصليون في قمران بشكل كبير على كل هذه العملات المعدنية لتحديد تاريخ المراحل المختلفة للموقع. وقد استندوا في تحديدهم لبداية الاستيطان إلى العدد الكبير من العملات السلوقية التي وجدت هناك. ولذلك حددوا هذا التاريخ في نهاية القرن الثاني قبل الميلاد.
اعتقد الحفارون أن زلزالاً كارثياً قد ضرب المنطقة في عام 31 قبل الميلاد، مما أدى إلى هجران الموقع مؤقتاً. لذلك اعتقدوا أن عددًا صغيرًا نسبيًا من العملات المعدنية من عهد هيرودس (37-4 قبل الميلاد) في الموقع يدعم هذا الرأي.
بعد ذلك، تم تحدي هذين الافتراضين في أبحاث لاحقة. ولم يكن عدد عملات هيرودس صغيراً إلى هذا الحد في البداية، ويشكك معظم العلماء الآن في أن الزلزال الذي وقع في عام 31 قبل الميلاد قد أدى إلى تعطيل الموقع بشكل كبير.

## الأحداث بعد وفاة هيرودس
من ناحية أخرى، لا تزال المناقشات مستمرة حول الفترة التي أعقبت وفاة هيرودس في عام 4 قبل الميلاد. كانت تلك فترة اضطراب سياسي كبير في إسرائيل بسبب الفراغ في السلطة الذي نشأ. في ذلك الوقت، قام الجنرال الروماني كوينكتيليوس فاروس بقمع الثورة اليهودية في يهودا (4 ق.م.).
اعتبر دي فو أن المستوطنة تجددت خلال حكم هيرودس أرخيلاوس (4 ق.م. - 6 م)، وذلك استنادًا، جزئيًا، إلى فهمه للتسلسل الزمني للكنز الفضي الكبير الذي وجده. يعود تاريخ آخر العملات المعدنية الموجودة في الكنز إلى 9/8 قبل الميلاد. ولأنه كان متأكداً من هجران الموقع بعد زلزال عام 32 قبل الميلاد، فقد فسر هذه العملات الفضية على أنها تدل على بداية المستوى الثاني.
يعتقد بعض العلماء أن الفترة الأولى في قمران انتهت فقط في حوالي ذلك الوقت من حرب فاروس، وأن هذه الأحداث أشارت أيضًا إلى نهاية احتلال الإسينيين للموقع، بالإضافة إلى الإيداع النهائي للمخطوطات.

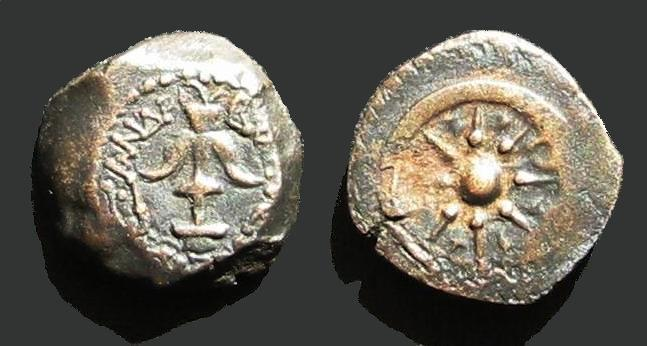
عملة برونزية لألكسندر جانيوس (103 إلى 76 قبل الميلاد).

لا يزال التسلسل الزمني الدقيق لقمران خلال هذه الفترة موضع نزاع كبير، ولا تزال المناقشات حول وقت إيداع الكنز الفضي الكبير في قمران مستمرة.

## الدمار بعد عام 70 م
يتفق جميع العلماء تقريبًا على أن قمران دمرت أثناء الحرب اليهودية الرومانية الأولى (66-73 م). تشير العملات البرونزية التي تم التعرف عليها من قمران، والتي يعود تاريخ بعضها إلى العامين الثاني والثالث من الحرب اليهودية، إلى أن الموقع كان لا يزال قيد الاستخدام بشكل نشط في عام 68.م ولم يتم تدميرها إلا بعد عام 70، وربما في وقت متأخر من عام 73. تنتهي العملات المعدنية من قمران في هذه الفترة بسلسلة غريبة من العملات البرونزية التي تم سكها في عامي 72/73 في عسقلان، والتي أرسلت قوات مساعدة لمساعدة الجيش الروماني في الحرب اليهودية الرومانية الأولى.
تم العثور على كنزين صغيرين من العملات المعدنية في قمران يعود تاريخهما إلى هذه الفترة (السنوات الأخيرة من عام 68 إلى عام 69 ميلادية) من بين 6 كنوز أخرى.

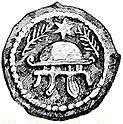
عملة برونزية لهيرودس الكبير، تحمل خوذة جندي على الوجه. لم يقم هيرودس بسك أي عملات فضية

في عام 73م، اقتحم الرومان قلعة مسعدة الجبلية، التي كانت تقع أيضًا على الضفة الغربية للبحر الميت. ومن المرجح أن تكون قمران قد دمرت في نفس الوقت، حيث أن العملات المعدنية التي تم العثور عليها في قمران تنتهي بنفس العملات البرونزية الغريبة التي تم سكها في عسقلان.

## تحليل لونكفيست لعام 2007
أدى نشر الجزء الأكبر من العملات الفضية بواسطة كاك لونكفيست، وتحليله الإقليمي، في عام 2007، إلى تفسيرات جديدة فيما يتعلق بأهمية وتسلسل زمني ودلالة العملات. وفقًا للونكفيست، فإن العملات المعدنية المؤرخة حديثًا في كنوز العملات الفضية تعطي أقدم تاريخ دفن ممكن لكنوز العملات إلى 52/3–66CE، استنادًا إلى تفسير العلامة المضادة. ومع ذلك، فإن الطبيعة الأثرية والعملاتية لمدافن كنز العملات الفضية قد تشير إلى أن كنوز العملات ربما تم دفنها في أوائل القرن الثالث. تم سك العملة المعدنية الأخيرة في روما بين عامي 206 و210، في عهد الإمبراطور كاراكالا.
مع ذلك، تعرضت نظريات لونكفيست لانتقادات من قبل فارحي وبرايس. ويشيرون إلى أن هوية العملات الفضية من قمران المحفوظة في متحف عمان في الأردن غير مؤكدة.

## مزيد من الحفريات
أجرى فريق ي. ماجن وي. فالج المزيد من الحفريات في قمران في الفترة من 1993 إلى 2009، وقد عثروا على المزيد من العملات المعدنية. تم العثور على 259 قطعة نقدية، 71 منها لم يتم التعرف عليها. وبحسب دونالد أرييل، فقد تم العثور على 4 عملات فضية فقط، أما الباقي فكان من البرونز. ويحاول أرييل أيضًا توضيح ما حدث للعملات المعدنية التي تم التنقيب عنها سابقًا، ويقدم بعض الأفكار الإضافية حول كيفية توضيح الأدلة الجديدة لبعض الصعوبات المتعلقة بالتسلسل الزمني لقمران.
يقدم برونو كاليجر (2023) نظرة عامة مفصلة على جميع الأبحاث الحديثة حول عملات قمران، والمخزون المحدث للعملات المعدنية التي تم العثور عليها حتى الآن. ويركز تحليله بشكل خاص على الوجود الكبير للعملات السلوقية في الموقع، وهو ما قد يشير إلى أن مستوطنة قمران تأسست قبل وقت طويل مما يعتقد بعض العلماء الآخرين. لذا، ربما كان دي فو على حق عندما قال إن الموقع يعود إلى منتصف القرن الثاني قبل الميلاد. توجد في الموقع سلسلة كاملة من العملات السلوقية: التترادراخما/الديدراتشما/الدراخما، بالإضافة إلى عملاتهم البرونزية الصغيرة.